# ستيف ليستر
ستيف ليستر (بالإنجليزية: Steve Lister)‏ (17 نوفمبر 1961 في المملكة المتحدة - ) هو لاعب كرة قدم بريطاني في مركز الدفاع. لعب مع سكونثورب يونايتد ونادي دونكاستر روفرز ونادي يورك سيتي ونادي بوسطن يونايتد.